# Entre as Mãos
Entre as Mãos é um romance brasileiro escrito por Juliana Leite e publicado pela editora Record em 2018. O livro conta a história de Magdalena, uma mulher comum que trabalha como tecelã e sobre um grande acidente, após o qual precisa redefinir toda sua vida. A obra é dividida em três partes e mostra com detalhes a vida da protagonista antes, durante e depois de sofrer um atropelamento, apresentando com detalhes todos os momentos pelos quais ela passa, incluindo o coma, a operação, a volta para casa e as novas dificuldades de seu dia a dia.
O romance venceu o Prêmio Sesc de Literatura em 2018 (a premiação, voltada a novos autores com obras inéditas, resultou na publicação do livro pela Record). No mesmo ano, ganhou o Prêmio APCA de Literatura na categoria "Romance / Novela". No ano seguinte, ainda foi finalista do Prêmio São Paulo de Literatura e semifinalistas dos prêmios Jabuti e Oceanos.